# Sundsvatnet
Sundsvatnet är en sjö i Antarktis. Den ligger i Östantarktis. Norge gör anspråk på området. Sundsvatnet ligger 18 meter över havet. Den ligger vid sjöarna  Shel'fovoe Krokevatnet och Karovoevatnet.